# Mihael Žaper
Mihael Žaper (Gospić, 11 agosto 1998) è un calciatore croato, centrocampista dell'Hajduk Spalato.

## Caratteristiche tecniche
È un mediano.

## Carriera
Cresciuto nel settore giovanile dell'Osijek, esordice in prima squadra il 13 maggio 2016 andando anche a segno nell'incontro di 1. HNL perso 4-2 contro l'Inter Zaprešić.
Il 4 settembre 2023 si trasferisce a titolo definitivo tra le file dell'Hajduk Spalato con il quale firma un contratto quinquennale. Debutta per i Majstori s mora nove giorni dopo, subentra al posto di Vadis Odjidja-Ofoe nel sedicesimo di finale di Coppa di Croazia vinto contro l'Omladinac Gornja Vrba (0-6).
Il 2 dicembre seguente, in occasione della partita casalinga vinta 3-0 contro il HNK Gorica, realizza la sua prima rete con i Bili.

## Statistiche
Statistiche aggiornate al 21 gennaio 2022.

### Presenze e reti nei club
Statistiche aggiornate al 8 novembre 2022.
| Stagione        | Squadra         | Campionato      | Campionato | Campionato | Coppe nazionali | Coppe nazionali | Coppe nazionali | Coppe continentali | Coppe continentali | Coppe continentali | Altre coppe | Altre coppe | Altre coppe | Totale | Totale | Totale |
| Stagione        | Squadra         | Comp            | Pres       | Reti       | Comp            | Pres            | Reti            | Comp               | Pres               | Reti               | Comp        | Pres        | Reti        | Pres   | Reti   |        |
| --------------- | --------------- | --------------- | ---------- | ---------- | --------------- | --------------- | --------------- | ------------------ | ------------------ | ------------------ | ----------- | ----------- | ----------- | ------ | ------ | ------ |
| 2018-2019       | Osijek II       | 2.HNL           | 15         | 0          |                 | -               | -               |                    | -                  | -                  |             | -           | -           | 15     | 0      |        |
| 2015-2016       | Osijek          | 1.HNL           | 1          | 1          | CC              | 0               | 0               |                    | -                  | -                  |             | -           | -           | 1      | 1      |        |
| 2016-2017       | Osijek          | 1.HNL           | 0          | 0          | CC              | 0               | 0               |                    | -                  | -                  |             | -           | -           | 0      | 0      |        |
| 2017-2018       | Osijek          | 1.HNL           | 0          | 0          | CC              | 0               | 0               |                    | -                  | -                  |             | -           | -           | 0      | 0      |        |
| 2018-2019       | Osijek          | 1.HNL           | 10         | 2          | CC              | 1               | 0               |                    | -                  | -                  |             | -           | -           | 11     | 2      |        |
| 2019-2020       | Osijek          | 1.HNL           | 30         | 4          | CC              | 3               | 0               | UEL                | 2                  | 0                  |             | -           | -           | 35     | 4      |        |
| 2020-2021       | Osijek          | 1.HNL           | 30         | 5          | CC              | 2               | 0               | UEL                | 1                  | 0                  |             | -           | -           | 33     | 5      |        |
| 2021-2022       | Osijek          | 1.HNL           | 28         | 5          | CC              | 4               | 0               | UECL               | 3                  | 0                  |             | -           | -           | 35     | 5      |        |
| 2022-2023       | Osijek          | HNL             | 12         | 0          | CC              | 1               | 0               | UECL               | 1                  | 0                  |             | -           | -           | 14     | 0      |        |
| Totale Osijek   | Totale Osijek   | Totale Osijek   | 111        | 17         |                 | 11              | 0               |                    | 7                  | 0                  |             | 0           | 0           | 129    | 17     |        |
| Totale carriera | Totale carriera | Totale carriera | 126        | 17         |                 | 11              | 0               |                    | 7                  | 0                  |             | 0           | 0           | 144    | 17     |        |

### Cronologia presenze e reti in nazionale
| Cronologia completa delle presenze e delle reti in nazionale ― Croazia under 21 | Cronologia completa delle presenze e delle reti in nazionale ― Croazia under 21 | Cronologia completa delle presenze e delle reti in nazionale ― Croazia under 21 | Cronologia completa delle presenze e delle reti in nazionale ― Croazia under 21 | Cronologia completa delle presenze e delle reti in nazionale ― Croazia under 21 | Cronologia completa delle presenze e delle reti in nazionale ― Croazia under 21 | Cronologia completa delle presenze e delle reti in nazionale ― Croazia under 21 | Cronologia completa delle presenze e delle reti in nazionale ― Croazia under 21 |
| Data                                                                            | Città                                                                           | In casa                                                                         | Risultato                                                                       | Ospiti                                                                          | Competizione                                                                    | Reti                                                                            | Note                                                                            |
| ------------------------------------------------------------------------------- | ------------------------------------------------------------------------------- | ------------------------------------------------------------------------------- | ------------------------------------------------------------------------------- | ------------------------------------------------------------------------------- | ------------------------------------------------------------------------------- | ------------------------------------------------------------------------------- | ------------------------------------------------------------------------------- |
| 5-9-2019                                                                        | Velika Gorica                                                                   | Croazia under 21                                                                | 3 – 0                                                                           | Emirati Arabi Uniti under 21                                                    | Amichevole                                                                      | -                                                                               | 69’                                                                             |
| 11-10-2019                                                                      | Zalaegerszeg                                                                    | Ungheria under 21                                                               | 1 – 4                                                                           | Croazia under 21                                                                | Amichevole                                                                      | -                                                                               | 46’                                                                             |
| 14-11-2019                                                                      | Vilnius                                                                         | Lituania under 21                                                               | 1 – 3                                                                           | Croazia under 21                                                                | Qual. Europeo Under-21 2021                                                     | -                                                                               | 75’                                                                             |
| 18-11-2019                                                                      | Velika Gorica                                                                   | Croazia under 21                                                                | 1 – 2                                                                           | Rep. Ceca under 21                                                              | Qual. Europeo Under-21 2021                                                     | -                                                                               | 64’ 90’                                                                         |
| 3-9-2020                                                                        | Varaždin                                                                        | Croazia under 21                                                                | 5 – 0                                                                           | Grecia under 21                                                                 | Qual. Europeo Under-21 2021                                                     | -                                                                               | 78’                                                                             |
| 25-3-2021                                                                       | Capodistria                                                                     | Portogallo under 21                                                             | 1 – 0                                                                           | Croazia under 21                                                                | Europeo Under-21 2021 - 1º turno                                                | -                                                                               | 75’                                                                             |
| 28-3-2021                                                                       | Capodistria                                                                     | Croazia under 21                                                                | 3 – 2                                                                           | Svizzera under 21                                                               | Europeo Under-21 2021 - 1º turno                                                | -                                                                               | 76’                                                                             |
| 31-3-2021                                                                       | Capodistria                                                                     | Croazia under 21                                                                | 1 – 2                                                                           | Inghilterra under 21                                                            | Europeo Under-21 2021 - 1º turno                                                | -                                                                               | 64’ 87’                                                                         |
| Totale                                                                          |                                                                                 | Presenze                                                                        | 8                                                                               |                                                                                 | Reti                                                                            | 0                                                                               |                                                                                 |

| Cronologia completa delle presenze e delle reti in nazionale ― Croazia under 19 | Cronologia completa delle presenze e delle reti in nazionale ― Croazia under 19 | Cronologia completa delle presenze e delle reti in nazionale ― Croazia under 19 | Cronologia completa delle presenze e delle reti in nazionale ― Croazia under 19 | Cronologia completa delle presenze e delle reti in nazionale ― Croazia under 19 | Cronologia completa delle presenze e delle reti in nazionale ― Croazia under 19 | Cronologia completa delle presenze e delle reti in nazionale ― Croazia under 19 | Cronologia completa delle presenze e delle reti in nazionale ― Croazia under 19 |
| Data                                                                            | Città                                                                           | In casa                                                                         | Risultato                                                                       | Ospiti                                                                          | Competizione                                                                    | Reti                                                                            | Note                                                                            |
| ------------------------------------------------------------------------------- | ------------------------------------------------------------------------------- | ------------------------------------------------------------------------------- | ------------------------------------------------------------------------------- | ------------------------------------------------------------------------------- | ------------------------------------------------------------------------------- | ------------------------------------------------------------------------------- | ------------------------------------------------------------------------------- |
| 20-9-2016                                                                       | Brežice                                                                         | Azerbaigian under 19                                                            | 2 – 2                                                                           | Italia under 19                                                                 | Amichevole                                                                      | -                                                                               | 38’                                                                             |
| 7-10-2016                                                                       | Zagabria                                                                        | Croazia under 19                                                                | 1 – 3                                                                           | Inghilterra under 19                                                            | Amichevole                                                                      | -                                                                               | 88’                                                                             |
| Totale                                                                          |                                                                                 | Presenze                                                                        | 2                                                                               |                                                                                 | Reti                                                                            | 0                                                                               |                                                                                 |